# Birra Messina
Birra Messina è un marchio italiano di bevande alcoliche prodotte e commercializzate dalla Heineken Italia S.p.A. Dal 1923 al 1988 è stata un'azienda italiana di Messina specializzata nella produzione di birre.

## Storia

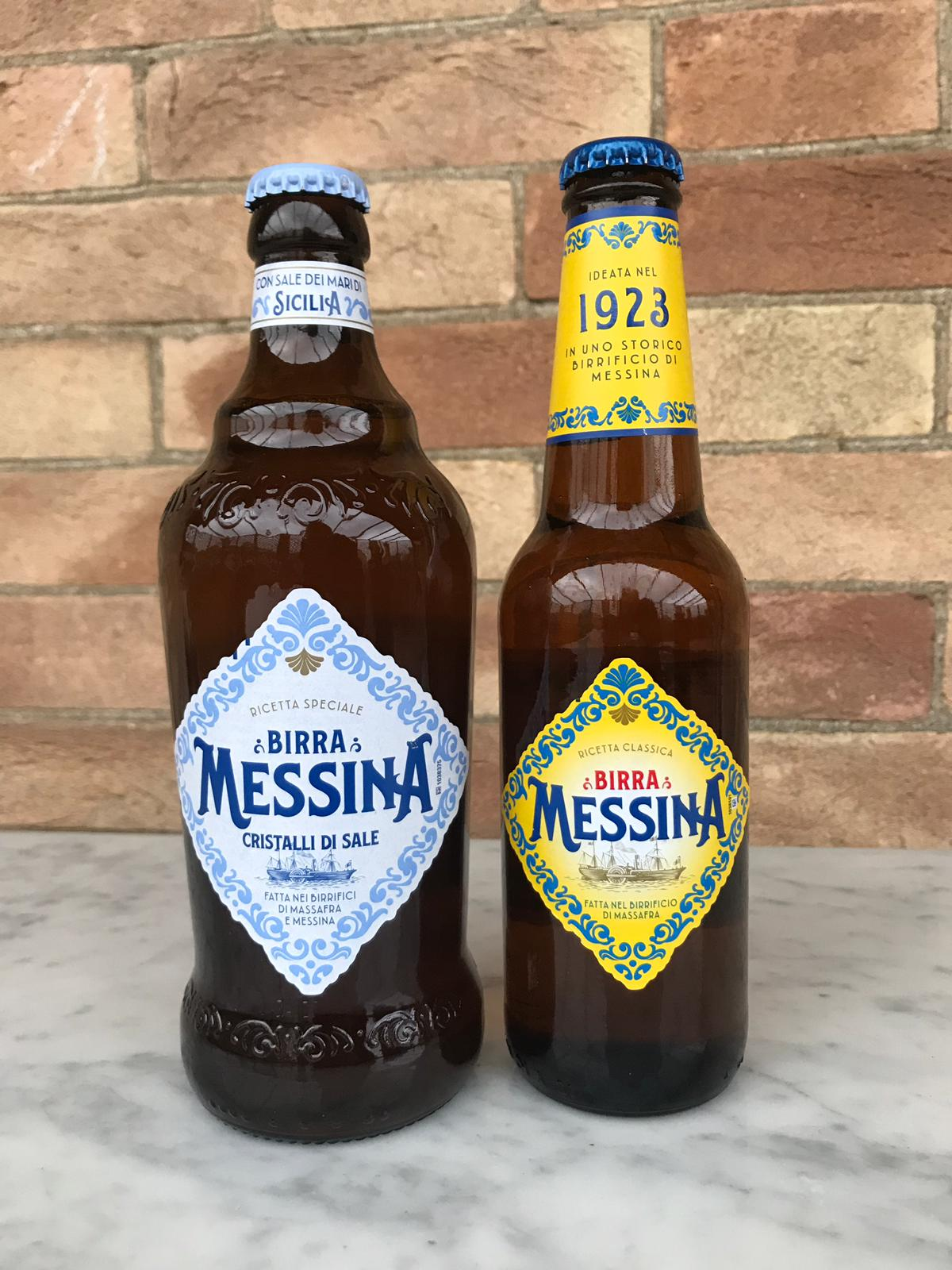
Birra Messina Cristalli di Sale e Birra Messina Ricetta Classica

La Società Anonima Birra Trinacria fu costituita in Messina l'11 ottobre 1923 con capitale sociale di lire 100.000, con rogito del notaio Filippo Chiofalo, su iniziativa dell'industriale molitorio Francesco Paolo Lo Presti (1873-1948) e dell'ingegner Francesco Faranda, che dell'impresa assunsero rispettivamente i ruoli di presidente e di consigliere delegato. Dei due soci, inoltre, il Lo Presti fu l'azionista di maggioranza. Il 30 marzo 1924, l'assemblea deliberò l'aumento del capitale sociale a lire 4 milioni e il cambio di ragione sociale in Società Anonima Birra Messina.
La sede e le attività produttive dell'impresa furono localizzate in uno stabilimento aperto in via La Farina, nel rione Gazzi. La produzione si incrementò anno dopo anno estendendosi al mercato meridionale di Sicilia e Calabria, e al 1933, lo stabilimento, che impiegava 150 dipendenti, registrava una produzione annuale 7.000 ettolitri di birra. Fu anche creata una filiale commerciale a Palermo. Nel 1937, assieme alla Cardullo Biagio creò a Milazzo una fabbrica per la produzione di ghiaccio, la Soc. Ind. Ghiaccio-Birra Messina e Cardullo Biagio.
Nel dopoguerra, morì Lo Presti, uno dei due soci fondatori della Birra Messina, e la conduzione dell'impresa venne pertanto assunta dall'altro socio Faranda, che nel 1956 con la trasformazione in società per azioni assunse la ragione sociale Nuova Birra Messina S.p.A.. L'azienda si espanse notevolmente negli anni successivi, diversificò la sua produzione, e si affacciò al mercato nazionale. Nel 1959 creò a Palermo la Sicilia Prodotti Alimentari S.p.A. per la produzione della birra a marchio Falcon, che al 1964 impiegava 96 addetti; nel medesimo anno, assieme alla tedesca Henninger-Bräu costituì la CID-Compagnia Italo-Danese S.p.A., con sede e stabilimento a Valverde, in provincia di Catania, destinato alla produzione di birre, bibite gassate e acqua minerale, che inizialmente impiegava circa 50 addetti. In particolare, la birra, oltre che con il marchio della stessa azienda messinese, veniva prodotta anche con il marchio Henninger. Nel 1966, fu rilevata la Birra Aosta, successivamente trasformata in SIB-Società Internazionale Birraria S.p.A., e la cui produzione fu spostata nel 1973 in un nuovo capannone a Pollein.
A partire dalla seconda metà degli anni settanta, il Gruppo di proprietà della famiglia Faranda assorbì le sue controllate, e tra i suoi insediamenti produttivi nel 1978 chiuse quello di Palermo. Nel 1986, venne chiuso lo stabilimento di Valverde. Nel 1987, l'azienda siciliana strinse un accordo commerciale con la Dreher, controllata dalla olandese Heineken, dalla quale, l'anno successivo, nel 1988, venne rilevata e assorbita.
La produzione a marchio Birra Messina intanto venne gradatamente spostata dagli impianti siciliani ad altri del gruppo pur mantenendone etichetta e diciture storiche. Nel 1999, lo stabilimento messinese si era ridotto a semplice impianto di imbottigliamento per il mercato siciliano. La produzione era invece trasferita a Massafra, in Puglia, impianto del marchio Dreher. Nel 2007, il Gruppo Heineken decise la definitiva chiusura dello storico stabilimento messinese, successivamente rilevato nel 2008 dalla Triscele S.r.l della famiglia Faranda, che riavviò l'attività produttiva con il marchio Birra Triscele, durata fino al 2014.
Nel 2019, Heineken Italia e la Cooperativa Birrificio Messina, hanno stretto un accordo per produrre nella città peloritana una particolare categoria di prodotto a marchio Birra Messina denominata "Birra Messina Cristalli di Sale", imbottigliata a Massafra.
Birra Messina è il terzo marchio principale del Gruppo Heineken in Italia dopo Birra Moretti e Dreher e le sue linee di prodotto sono tre, la ricetta classica, la Cristalli di Sale e la nuova arrivata Birra Messina Vivace.

## Gadget
Dal 2019 ogni anno Birra Messina regala con l'acquisto di 7€ di prodotti dei bicchieri da 20cl dipinti a mano da autori siciliani. La serie dal 2021 al 2024 intitolata Tributo agli artisti siciliani è dedicata alle 9 province siciliane. 
2019-2020
- Bicchiere ispirato al barocco siciliano

2021
- Carretti Palermitani (Tommaso Provenzano)
- Ceramiche di Caltagirone (Magda Masano)

2022
- Luminarie di Trapani (Salvatore Scherma)
- Fichi d'india di Ragusa (Melinda Alaimo)

2023
- Barocco di Noto (Ester Ferrigno)
- Pigne di Santo Stefano di Camastra (Antonio Fratantoni)

2024
- Mosaici di Piazza Armerina (Enna) (Michelangelo Lacagnina)
- Mandorlo in fiore di Agrigento (Alessandra Pennino)
- Castelli di Caltanissetta (Valerio Pirrone) (non in regalo con i 7€ ma solo con la vincita del box di bicchieri)

2025
- Teste di moro (Giuliana Pappalardo)
- Zagara (Elisa Nicastro)